# SBB RABDe 502
De RABDe 502 en RABe 502 treinstellen van het Bombardier-type Twindexx Swiss Express zijn elektrische dubbeldeks treinstellen bestemd voor het langeafstandspersonenvervoer van de Schweizerische Bundesbahnen (SBB).

## Geschiedenis
In 2007 plaatste SBB een aanbesteding voor de bouw van 59 Intercity- en Interregio-treinen. Voor deze treinen moest door de fabrikant ook een toelating voor Duitsland en Oostenrijk worden aangevraagd. Op deze aanbesteding schreven de volgende bedrijven in:
- Bombardier
- Stadler
- Siemens

De SBB plaatste op 12 mei 2010 een order bij Bombardier voor de bouw van 59 treinen van het type "Twindexx", met een optie voor 100 treinen. De fabrikant besloot als compensatie voor de vertraging in de oplevering het aantal IC 200 treinstellen uit te breiden tot 23 in plaats van de oorspronkelijk bestelde 20. De order bestond daardoor uit 20 + 3 achtdelige dubbeldeks Intercity-treinen (IC 200), 30 achtdelige dubbeldeks Interregio-treinen (IR 200) en 9 vierdelige dubbeldeks Interregio-treinen (IR 100). De ruwbouw van de rijtuigen vond plaats in Görlitz, en de eindmontage in Villeneuve.
In eerste instantie werd er een treinstel van het type IC 200, een treinstel van het type IR 200 en een treinstel van het type IR 100 geschikt gemaakt voor toelating op het spoorwegnet van Duitsland en Oostenrijk.
Op 22 augustus 2011 werden bij Bombardier in Zürich Oerlikon een aantal houten modellen van de verschillende rijtuig-interieuren gepresenteerd.
De rechter heeft SBB verplicht de restauratiewagen en de aangrenzende wagen te voorzien van een gehandicaptentoilet. Met deze aanpassing werden de Intercity-treinstellen twee jaar later, aan het eind van 2015, geleverd. Ter compensatie van de late levering wordt de serie aangevuld met drie treinstellen.
Op 27 oktober 2014 werden de eerste drie compleet gemonteerde tussenwagens, een van elk type treinstel, overgebracht van Bombardier in Villeneuve naar Bombardier in Görlitz. Hier werden de andere tussenwagens en eindwagens bijgeplaatst om het treinstel compleet te maken.
- B 94 85 3 502 201-6 CH-SBB
- A 94 85 7 502 201-7 CH-SBB
- B 94 85 5 502 201-1 CH-SBB

## Constructie en techniek
De balkons bevinden zich in het lagevloergedeelte. De achtdelige treinstellen bestaan uit twee motorwagens aan de kop, twee tussenrijtuigen met aandrijving en vier tussenrijtuigen zonder aandrijving. De overgang tussen de rijtuigen bevindt zich net als bij de IC 2000 op het bovenste niveau. In het 1e klas koprijtuig bevindt zich een lift voor het uitwisselen van de minibar. De treinen van het type IC 200 en IR 200 kunnen tot twee stuks gecombineerd rijden of met een / twee treinen van het type IR 100 worden verlengd. De treinen van het type IR 100 kunnen tot vier tractie-eenheden (400 meter) gecombineerd rijden. De treinstellen zijn uitgerust met luchtvering.
Samenstelling van de treinen:
| Lijst van Bombardier type Twindexx Swiss Express |              |              |              |                     |              |              |           |
| Rijtuig 1                                        | Rijtuig 2    | Rijtuig 3    | Rijtuig 4    | Rijtuig 5           | Rijtuig 6    | Rijtuig 7    | Rijtuig 8 |
| IC 200:                                          |              |              |              |                     |              |              |           |
| BEWB-7 IC                                        | TMWB-6 IC/IR | TMWB-5 IC/IR | TMWB-6 IC/IR | BMWR-4 IC           | MWA-11 IC/IR | TMWA-2 IC/IR | BEWA-1 IC |
| tekening                                         |              |              |              | tekening[dode link] |              |              |           |
| IR 200:                                          |              |              |              |                     |              |              |           |
| BEWB-10 IR                                       | TMWB-6 IC/IR | TMWB-5 IC/IR | TMWB-6 IC/IR | BMWB-3 IR           | MWA-11 IC/IR | TMWA-2 IC/IR | BEWA-8 IR |
| tekening                                         |              |              |              | tekening            |              |              |           |
| IR 100:                                          |              |              |              |                     |              |              |           |
| BEWB-10 IR                                       | TMWB-9 IR    | TMWB-6 IC/IR | BEWA-8 IR    |                     |              |              |           |
| tekening                                         |              |              |              |                     |              |              |           |

## Treindiensten
De treinen worden vanaf de indienststelling door de SBB ingezet op de volgende verbindingen:
- IC 1 St. Gallen – Zürich – Bern – Lausanne – Geneve
- IC 2/IC 21 Basel/Zürich – Arth-Goldau – Bellinzona – Lugano (– Chiasso)
- IR 13 Zürich – St. Gallen – Buchs – Sargans
- IR 70 Zürich – Luzern

De IR 13 en IR 70 worden in Zürich gekoppeld en vormen zo een doorgaande verbinding.
In de meeste verbindingen waar de Twindexx treinstellen worden ingezet rijden ook andere materieeltypes van de SBB mee.

## Foto’s

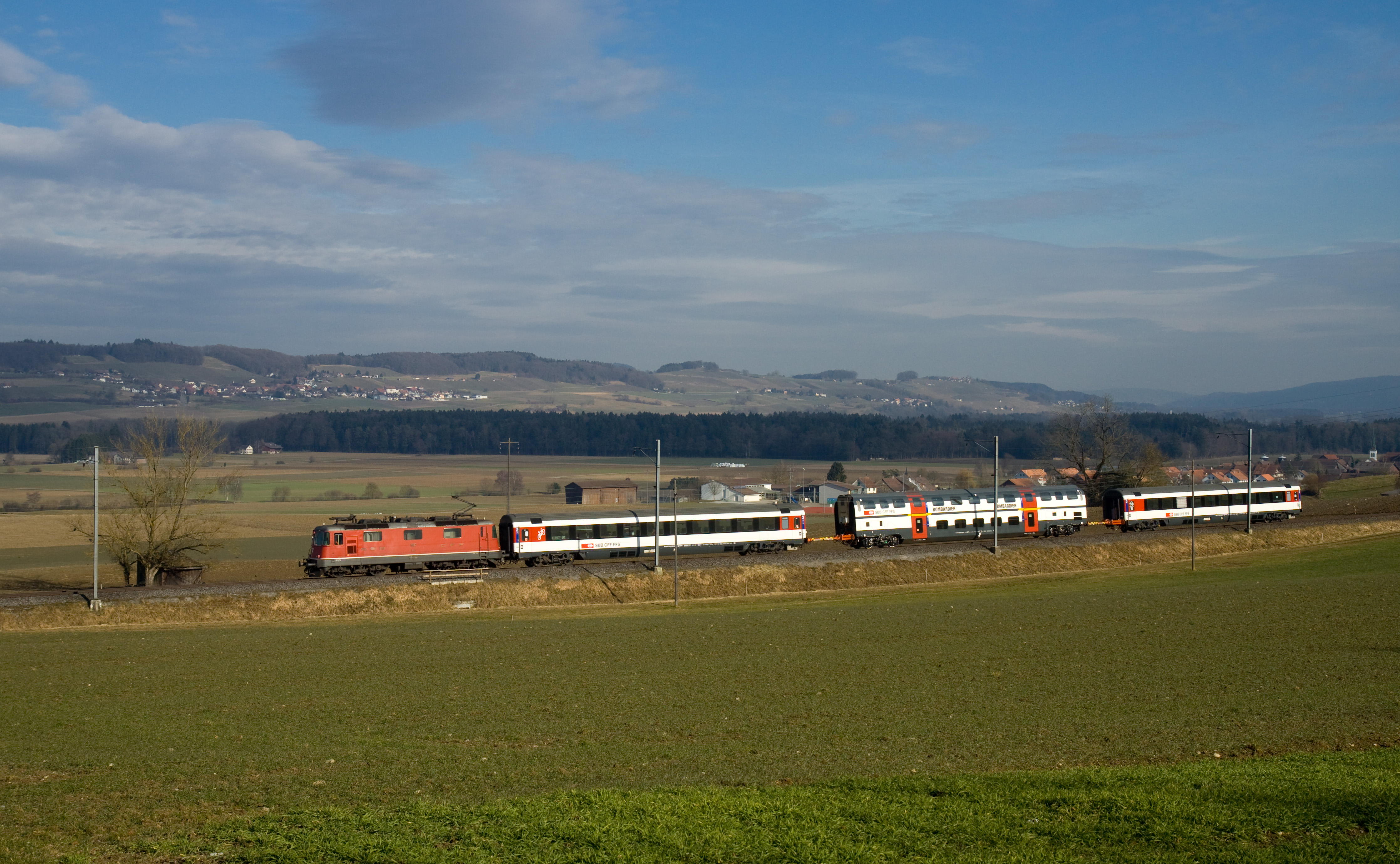
testrit voor de draaistellen met een aangepast IC2000-rijtuig